# Haydar Zafer
Haydar Zafer (* 1927 in Bolu; † 1994) war ein türkischer Ringer.

## Werdegang
Haydar Zafer wuchs in Bolu auf und begann dort als Jugendlicher mit dem türkischen Ölringen. Nach 1945 betrieb er auch das olympische Ringen. Er bevorzugte dabei den freien Stil, rang aber auch im griech.-römischen Stil. 1949 wurde er in die türkische Nationalmannschaft aufgenommen und dort von Nuri Boytorun betreut. 1951 bestritt er seine erste internationale Meisterschaft in Helsinki und wurde gleich Weltmeister im Mittelgewicht, freier Stil. Da damals viel weniger internationale Titelkämpfe als heute stattfanden, konnte Haydar Zafer auch nur an drei internationalen Meisterschaften teilnehmen.
Bei den Olympischen Spielen 1952 in Helsinki konnte er sich im Mittelgewicht nicht durchsetzen. Nach drei Siegen unterlag er gegen den Iraner Gholam Reza Takhti, den er bei der Weltmeisterschaft 1951 noch besiegt hatte, nach Punkten und belegte nur den 5. Platz.
Bei den Weltmeisterschaften 1955 in Karlsruhe startete er im griech.-römischen Stil im Halbschwergewicht, kam aber über den 11. Platz nicht hinaus.

## Internationale Erfolge
(OS = Olympische Spiele, WM = Weltmeisterschaft, F = Freistil, GR = griech.-röm. Stil, Mi = Mittelgewicht, Hs = Halbschwergewicht, damals bis 79 kg bzw. 87 kg Körpergewicht)
- 1951, 1. Platz, WM in Helsinki, F, Mi, mit Siegen über Göte Ekström, Schweden, Aarno Seppälä, Finnland und Gholam Reza Takhti, Iran;
- 1952, 5. Platz, OS in Helsinki, F, Mi, mit Siegen über Eduardo Assam, Mexiko, Adalberto Lepri, Italien und Carel Reitz, Südafrika und einer Niederlage gegen Takhti;
- 1955, 11. Platz, WM in Karlsruhe, GR, Hs, mit Sieg über Eugen Wiesberger, Österreich und Niederlagen gegen Adelmo Bulgarelli, Italien und Veikko Lahti, Finnland

## Wichtigste Länderkämpfe
- 1950, Türkei – BRD, F, Mi, Punktsieger über Gustav Gocke,
- 1952, Türkei – BRD, F, Mi, Punktsieger über Gustav Gocke,
- 1953, Schweden – Türkei, F, Hs, Schulterniederlage gegen Wiking Palm,
- 1953, Schweden – Türkei, GR, Hs, Punktniederlage gegen Karl-Erik Nilsson,
- 1955, Türkei – Schweden, GR, Hs, Punktniederlage gegen Nilsson